# Danitra Vance
Danitra Vance (* 13. Juli 1954 in Chicago, Illinois; † 21. August 1994 in Markham, Illinois) war eine US-amerikanische Comedian und Schauspielerin die hauptsächlich als Ensemblemitglied der 11. Staffel der NBC Sketch Show Saturday Night Live und durch ihre Mitarbeit an Filmen wie Sticky Fingers (1988), Limit Up – Zum Teufel mit den Kohlen (1989) und Jumpin’ at the Boneyard (1992) bekannt wurde.

## Karriere
Vance machte 1972 ihren Highschool-Abschluss an der Thornton Township High School, wo sie Theater spielte und Mitglied des Debattierclubs war. Später studierte sie an der Roosevelt University. Nach ihrem Abschluss „with honors“ („mit Ehren“), ging sie nach London auf die Webber Douglas Academy of Dramatic Art, die sie mit einem Master of Fine Arts verließ.
Zwar war die Afroamerikanerin Yvonne Hudson in der 4. und 5. Staffeln der SNL Show eine wiederkehrende, namentlich nicht erwähnte Komparsin, die ab der 6. Staffel größere Episodenrollen bekam. Vance aber wurde 1985 die erste Frau mit Afrikanischen Wurzeln, die festes Ensemblemitglied wurde. Sie war nicht nur das einzige Mitglied mit einer Lernbehinderung: laut Al Frankens Buch Live from New York: The Uncensored History of Saturday Night Live, hatte sie Legasthenie, und daher Schwierigkeiten mit dem Textlernen und dem Lesen sogenannter Cue Cards. Mindestens einmal musste sie ihre Schwierigkeiten mit Improvisation überspielen. Außerdem war sie auch das erste lesbische Mitglied (obwohl ihre sexuelle Orientierung erst nach ihrem Tod bekannt wurde) und bis zum jetzigen Zeitpunkt die erste schwarze lesbische Comedian des SNL Castes. Sie bleibt vor allem wegen ihres Sketches „That Black Girl“ („Dieses Schwarze Mädchen“ – eine Parodie auf die Sitcom „That Girl“ aus den 1960er Jahren), und ihre Rolle als Cabrini Green Harlem Watts Jackson, einer minderjährigen Mutter die Ratschläge für Schwangere gibt, in Erinnerung. Diese beiden Charaktere wurden zu wiederkehrenden Figuren der Show.
Zu dem Zeitpunkt, zu dem Vance ihren ersten Auftritt bei SNL hatte, riefen Kritiker und Fans nach dem Absetzen der Show, deren Qualität sich immer weiter verschlechterte. Sie waren äußerst enttäuscht von Lorne Michaels, der gerade nach dem Versagen seiner ABC Sketchshow The New Show zu SNL zurückgekehrt war. Vance selber war frustriert darüber, dass sie immer wieder in Rollen besetzt wurde, die klischeehaften Stereotypen von schwarzen Frauen folgten, z. B. Kellnerinnen, Krankenschwestern, Sekretärinnen und unverheirateten Müttern, die von Sozialhilfe abhängig waren, wie die Rolle der oben genannte „Cabrini Green Jackson“. Vance musste außerdem Rollen von typischen schwarzen Haushälterinnen oder Haussklavinnen in Sketchen über den Amerikanischen Bürgerkrieg spielen. In einer Episode, die Oprah Winfrey im Frühjahr 1986 moderierte, spielte Vance z. B. Lorne Michaels persönliche Sklavin (ihre Rolle war angelehnt an Celie, eine Sklavin aus dem Film Die Farbe Lila). In dieser Rolle überredet sie Michaels dazu, Oprah durch Prügel zum Spielen stereotyper schwarzer Frauen zu zwingen. Daraufhin nimmt Oprah Lorne in den Schwitzkasten und eröffnet die Show mit dem bekannten Ausruf „Live from New York, it’s Saturday Night!“. In derselben Episode singt Vance „I play the maids“, eine Parodie des Stücks „I Write the Songs“, worin sie ihren Frust darüber besingt, dass schwarze Schauspielerinnen wie sie in Film und Fernsehen immer wieder als Haushälterinnen besetzt werden. Ironischerweise hatte Vance auch (im Pee-Wee Herman Thanksgiving Sondersendung) Cicely Tyson imitiert. Cicely war dafür bekannt, dass sie niemals Rollen spielte, in denen Afroamerikanerinnen stereotypiert wurden, und war zum Beispiel als Moderator der vierten Staffel (1978–1979) schockiert und empört, dass Garrett Morris minderwertigen Rollen bekam.
Vance beschloss am Ende der Saison 1986 die Show zusammen mit vielen anderen Mitgliedern, denen gekündigt worden war, zu verlassen. Unter ihnen waren Joan Cusack, Robert Downey Jr., Randy Quaid, Anthony Michael Hall, und Terry Sweeney.

### Wiederkehrende Figuren aufSNL
- That Black Girl, eine schwarze Schauspielerin die eine Chance auf Erfolg sucht, obwohl sie immer wieder wegen ihrer Rasse nicht gewählt wird. Diese Figur war eine Parodie vom 1960er und ’70er Sitcom That Girl von Marlo Thomas.
- Cabrini Green Jackson, eine minderjährige Mutter und Motivationsredner die Ratschläge für Schwangere gibt.

#### Imitationen
- Diahann Carroll als Dominique Deveraux von Dynasty (Der Denver-Clan), in einem Monolog zusammen mit Moderatorin Catherine Oxenberg sowie Terry Sweeney, der Joan Collins Charakter Alexis Colby Dexter imitiert.
- Lola Falana
- Cicely Tyson
- Leslie Uggams

## Arbeit außerhalb SNL
Vance wurde 1986 mit dem NAACP Image Award ausgezeichnet und gewann auch später einen Obie Award für ihren Auftritt im Theaterdarstellung von Spunk, eine Versammlung von Kurzgeschichten durch Zora Neale Hurston. Im selben Jahr war Vance im Originalrollenbesetzung von George C. Wolfes The Colored Museum; Als Great Performances 1991 das Stück wieder veranstaltete, wiederholte sie einige von ihrer Darbietungen.
Vance spielte im Film Limit Up – Zum Teufel mit den Kohlen neben Nancy Allen die zweite Hauptrolle: Ein Geist namens Nike. Sie spielte Nebenrollen in The War of the Roses und Little Man Tate, und eine größere Rolle in Jumpin’ at the Boneyard, worauf sie für einen Independent Spirit Award nominiert wurde.

## Tod
Bei Vance wurde 1990 Brustkrebs diagnostiziert, sie unterzog sich einer einseitigen Mastektomie. Diese Erfahrung benutzte sie in einer Soloskizze „The Radical Girl’s Guide to Radical Mastectomy“. Der Krebs kehrte 1993 zurück, und sie ist im folgenden Jahr in Markham, Illinois gestorben. Sie wurde von ihrer langjährigen Gefährtin Jones Miller überlebt.

## Filmografie

### Filme
- 1988: 900.000 $ zuviel (Sticky Fingers)
- 1989: Limit Up – Zum Teufel mit den Kohlen (Limit Up)
- 1989: Der Rosenkrieg (The War of the Roses)
- 1991: Hangin’ Out – 4 Homeboys unterwegs (Hangin’ with the Homeboys)
- 1991: Das Wunderkind Tate (Little Man Tate)
- 1992: Manny und Dan – Leben und Sterben in der Bronx (Jumpin’ at the Boneyard)

### Fernsehen
- 1985–1986: Saturday Night Live (Fernsehserie, 18 Folgen)
- 1987: Miami Vice (Fernsehserie, eine Folge)
- 1989: Jackie und Denise – Eine Freundschaft auf Leben und Tod (The Cover Girl and the Cop, Fernsehfilm)
- 1989: Trying Times (Fernsehserie, eine Folge)
- 1990: Sisters (Fernsehfilm)
- 1991: Great Performances (Fernsehserie, Folge The Colored Museum)